# Pigen fra Magnalia-Savværket
Pigen fra Magnalia-Savværket (originaltitel: Hell to Pay Austin er en amerikansk stumfilm fra 1916 instrueret af Paul Powell.

## Medvirkende
- Wilfred Lucas som Austin
- Bessie Love som Briar Rose Dawson
- Ralph Lewis
- Mary Alden som Doris Valentine
- Eugene Pallette som Harry Tracey
- Tom Wilson